# Mi año favorito
Mi año favorito (My Favorite Year) es una película de comedia de 1982 dirigida por Richard Benjamin que cuenta la historia de un joven guionista de comedia. Protagonizada por Peter O'Toole, Mark Linn-Baker, Jessica Harper, Joseph Bologna, Lou Jacobi, Bill Macy, Lainie Kazan, Selma Diamond, Cameron Mitchell y Gloria Stuart. O'Toole obtuvo su séptima nominación como Mejor actor a los Premios de la Academia por su interpretación.

## Resumen
En el verano de 1954 el joven guionista de televisión, Benjy Stone (Mark Linn-Baker), es colaborador en un exitoso sitcom protagonizado por Stan "King" Kaiser (Joseph Bologna). Para un show traen al ídolo de Stone, el actor inglés Alan Swan (Peter O'Toole), una vieja gloria alcoholizado y venido a menos, quién se presenta a las grabaciones totalmente ebrio por lo que Kaiser está dispuesto a prescindir del actor. Benjy se ofrece a mantenerlo sobrio durante el rodaje y procurará que la estancia de Alan sea satisfactoria. En la subtrama Benjy intenta una aproximación romántica con su compañera de trabajo K. C. Downing (Jessica Harper), asesorado por Swan. 
La historia es narrada desde la óptica de Benjy Stone. 

## Premios
La película le mereció a Peter O'Toole nominaciones al Globo de Oro y al Premio Óscar, Lainie Kazan también fue nominada al Globo de Oro como actriz de reparto y la película en la categoría de comedia de los mismos premios en 1983.
- Datos: Q1304397